# Stefano Nicolini da Sabbio

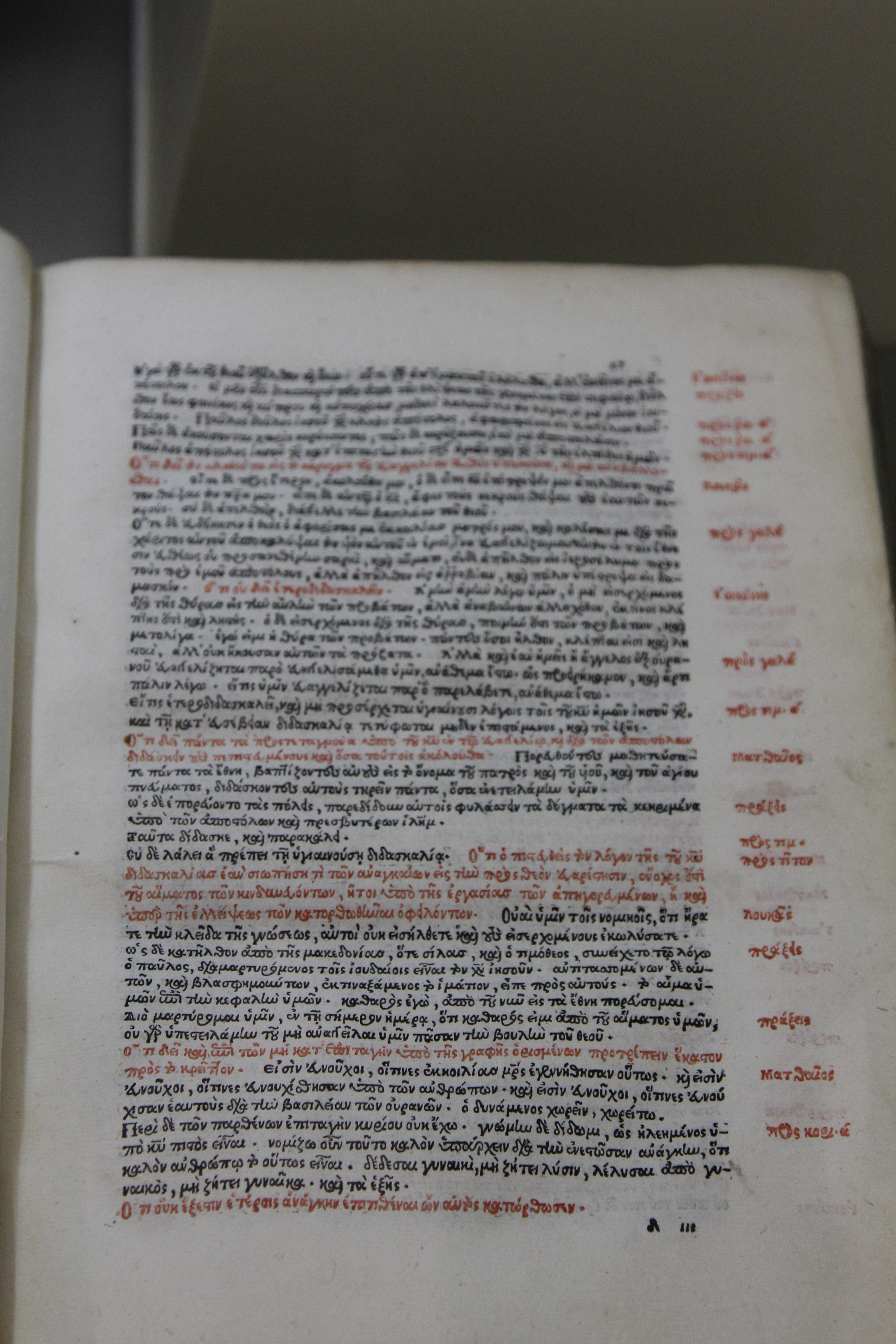
Basili el Gran, Opera, Venècia, 1535

Stefano Nicolini da Sabbio (Sabbio Chiese, c. 1500 - ? - després de 1564) fou un impressor venecià, provinent de Brescia.
Probablement va néixer poc després de l'any 1500 a Sabbio Chiese, prop de Brescia. Se'n va anar amb els seus germans Giovanni Antonio i Pietro a Venècia. Allí va treballar en una impremta dirigida per Giovanni Antonio. El 1512 (data qüestionable) va aparèixer una primera impressió per Zuane Antonio & fradelli da Sabio. El 1524, el seu nom va aparèixer per primer cop com a editor. El 1527 va imprimir la traducció de Nikólaos Lukanis de la Ilíada al grec modern.
El 1528 va anar (amb alguns germans) a Verona, tornant a Venècia el 1533.
El 1542 va anar a Roma, sobretot per localitzar i imprimir textos en grec.
El 1564 aparegué l'última impressió amb el seu nom.
L'any de la seva mort és desconegut.